# アキコ・カンダ
アキコ・カンダ（本名：神田 正子（かんだ まさこ）、1935年10月24日 - 2011年9月23日）は、埼玉県大宮市（現：さいたま市）出身の舞踊家、ダンサー、振付家。
”モダンダンスの神様”と言われる故マーサ・グラハムの愛弟子の一人で我が国モダンダンス界の第一人者としての地位を確立する。数々の名誉ある賞を受賞する一方で30年間以上にわたり宝塚音楽学校・宝塚歌劇団の振り付け及び講師も務め、多くの宝塚スターを世に送り出した。ダンスを「生きている証」と語ったアキコ・カンダは紛れもない天性のダンサーでありその生き方はまさに”ダンスの化身”であった。

## 略歴
7歳からダンスを始め石井小浪に師事。日本女子大学附属中学校・高等学校卒業。日本女子大学文学部在学中の1956年にニューヨークのマーサ・グレアム舞踊学校に入学、9カ月後カンパニー・メンバーに昇格し、同舞踊団で活躍し1962年に日本へ帰国した。
1985年には羽田澄子監督による映画『AKIKO-あるダンサーの肖像-』が制作され第1回東京国際映画祭カネボウ女性映画週間参加作品として上映されている。
2006年には宝塚音楽学校講師45周年記念の公演が行われ安奈淳、峰さを理、和涼華などと競演した。
日本モダンダンス界の第一人者として時代をリードしながらも70歳代に癌が見つかり、闘病しながらの芸能活動を続ける。2011年9月23日、肺炎のため東京都目黒区の病院で死去。75歳没。肺がんの治療を行いながら、同年9月11日まで舞台を務めていたことが明らかになる。
2014年、『宝塚歌劇の殿堂』最初の100人のひとりとして殿堂表彰。
長男は作家の榊邦彦。

## 主な受賞歴
- 芸術祭賞（1969年）
- 芸術祭大賞（1974年）
- 舞踊批評家協会賞（1982年、1995年）
- 芸術選奨文部大臣賞（1988年）
- 紫綬褒章（1998年）
- 東京新聞舞踊芸術賞（2001年）
- 旭日小綬章（2007年）

## 関連書籍
- 『AKIKO』 - 篠山紀信撮影の写真集（2006年）